# The Mystery Kindaichi Band
The Mystery Kindaichi Band é uma Superbanda de jazz fusion criada pelo pianista e compositor japonês Kentarō Haneda. Além de Haneda, a banda é formada ainda por Hideo Ichikawa (piano), Tadaomi Anai (percussão), Takeru Muraoka (saxofone), Kohi Hadori (trompete), e Kimono Yamauchi (koto).
O grupo foi criado como uma espécie de banda fictícia que toca a trilha sonora de uma série de livros do detetive cult Kindaichi Kosuke, do escritor Seishi Yokomizo.
Eles lançaram um único álbum, The Adventures of Kindaichi Kosuke, pelo selo nipônico King Records em 1977. O álbum foi lançado pela primeira vez fora do Japão em 2020 pelo selo francês WeWantSouds. Desde então, a banda foi "redescoberta" e recebeu várias críticas positivas.

## Discografia
- 1977 - The Adventures of Kindaichi Kosuke

### O Álbum "The Adventures of Kindaichi Kosuke"
The Adventures of Kindaichi Kosuke é o único álbum lançado pela The Mystery Kindaichi Band. Lançado em formato LP pelo selo nipônico King Records em 1977, o álbum foi "redescoberto" após ser lançado pela primeira vez fora do Japão em 2020 pelo selo francês WeWantSouds. Desde então, tem recebido várias críticas positivas.
Trata-se de uma trilha-sonora composta para uma série de livros do detetive cult Kindaichi Kosuke, do escritor Seishi Yokomizo. A trilha foi composta por Kentarō Haneda, que escolheu um time de primeira linha para performar suas composições: Hideo Ichikawa (piano), Tadaomi Anai (percussão), Takeru Muraoka (saxofone), Kohi Hadori (trompete), e Kimono Yamauchi (koto)

#### Relançamento
O relançamento de 2020 foi remasterizado a partir das fitas originais, e apresenta a brilhante obra de arte original, com a imagem do vampiro-flautista desenhada pelo ilustrador Ichibun Sugimoto. Vem ainda com um OBI e um folheto de 4 páginas com uma nova introdução do jornalista britânico Anton Spice.

#### Receptividade Crítica
| Críticas profissionais | Críticas profissionais |
| Avaliações da crítica  | Avaliações da crítica  |
| Fonte                  | Avaliação              |
| ---------------------- | ---------------------- |
| Spill Magazine         | [ 3 ]                  |

O DJ D-Mac assim resume o álbum: "as dez faixas de The Adventures of Kindaichi Kosuke são um disco-funk cinematográfico. É uma pena que a música nunca tenha sido emparelhada com nenhum dos muitos filmes de Kindaichi Kosuke, porque a batida funky, teclados penetrantes e vocais femininos sem palavras de "Theme of Kindaichi Kosuke" teriam funcionado perfeitamente com as imagens das aventiras de Kindaichi Kosuke (1979)".
A revista LM Magazine não poupou elogios ao álbum, dizendo tratar-se de uma “pepita”, “tesouro escondido”, e “curiosidade”.

#### Faixas
| Lado A |                             |                |                           |         |  |
| N.º    | Título                      | Compositor(es) | Título da Faixa em Inglês | Duração |  |
| 1.     | "Kindaichi Kosuke No Theme" | Hiroshi Takada | Theme Of Kosuke Kindaichi | 3:30    |  |
| 2.     | "Yatsuhakamura"             | Yutaka Narita  | Eight Village Grave       | 4:34    |  |
| 3.     | "Kam en Butoukai"           | Hiroshi Takada | Masquerade                | 4:08    |  |
| 4.     | "Honjin Satsujin Jiken"     | Hiroshi Takada | Honjin Murder             | 3:59    |  |
| 5.     | "Gokumontou"                | Yutaka Narita  | Island Prison             | 3:36    |  |

| Lado B         |                                 |                |                           |         |  |
| N.º            | Título                          | Compositor(es) | Título da Faixa em Inglês | Duração |  |
| 6.             | "Akuma No Temariuta"            | Kentarō Haneda | Song Of The Devil         | 4:35    |  |
| 7.             | "Meirosou No Sangeki"           | Kentarō Haneda | Tragedy Of The Maze House | 4:44    |  |
| 8.             | "Akuma Ga Kitarite Fue Wo Fuku" | Kentarō Haneda | Devil Blows The Whistle   | 3:28    |  |
| 9.             | "Mitsukubitou"                  | Kentarō Haneda | Three Neck Tower          | 4:34    |  |
| 10.            | "Inugamike No Ichizoku"         | Kentarō Haneda | Inugamy Family            | 4:30    |  |
| Duração total: | Duração total:                  | Duração total: | Duração total:            | 41:38   |  |